# Гафенку, Григоре

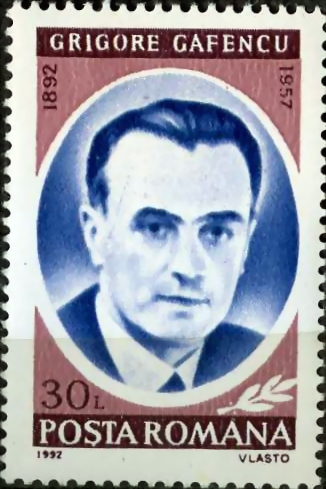
Григоре Гафенку на почтовой марке Румынии. 1992 г

Григоре Гафенку (рум. Grigore Gafencu; 30 января 1892, Бырлад — 30 января 1957, Париж) — румынский государственный и общественно-политический деятель, видный борец против коммунизма. Министр иностранных дел Румынии (1 февраля 1939 — 3 июля 1940). Доктор юридических наук.
Журналист, мемуарист.

## Биография
Представитель древнего бессарабского боярского рода. Образование получил в Женеве и Париже.
Участник первой мировой войны. Офицер-лëтчик.
После окончания войны работал в журналистике. в 1920-е годы вошёл в ряды Национал-цэрэнистской партии.
С 1924 издатель и редактор влиятельного экономического издания «Аргус».
С февраля 1939 по июль 1940 — министр иностранных дел. 18 апреля 1939 имел встречу с А. Гитлером в Берлине. Противник слишком быстрого сближения с Германией, последовательно отстаивал необходимость сохранения Румынией нейтралитета и противился её вступлению в войну.
В 1940 — посол Королевства Румынии в Москве.
Во время второй мировой войны постоянно выезжал в Швейцарию, где установил контакты с британскими и американскими дипломатами. Летом 1940 года Гафенку навсегда покинул Румынию и обосновался в Женеве, откуда в 1946 году переехал в Париж.
Три года спустя он стал основателем Румынского Национального Комитета и по этой причине его имя было включено в «чëрный список» коммунистического режима в Румынии за свою твердую демократическую позицию.
Автор мемуаров «Прелюдия к московской кампании».